# Кукавица (ТВ серија)
Кукавица (хинд. पवित्र रिश्ता) индијска је телевизијска сапуница, снимана од 2009. до 2014.
У Србији је емитована током 2012. на телевизији Пинк.

## Синопсис
Прича се ради о Арчани, која и није баш много образована, али кућне послове обавља веома лако. Иако сви зависе од ње, само њен брат и њена мајка заиста цене њену жртву. Арчанина мајка има само један циљ, да Арчана има пристојног, доброг образованог човека, који може да јој обезбеди лагодан живот. Али Арчанини брачни планови увек наилазе на неке препреке. Истовремено иде прича о Манаву, механичару, који се заљубљује у Арчану због њене доброте. Игра судбина и околности, довешће до тога да ће Манав запросити Арчану, али да би га она прихватила, он ће морати да лаже о свом социјалном статусу. Манав је приморан да лаже породицу Карањкар, у намери да Арчану учини савесном супругом. Њихов брак се одвија, али у тренутку када Арчанина мајка буде дознала за Манављеве лажи, она неће дозволити својој кћерки да остане са њим. Њихови животи пролазе кроз много обрта…

## Улоге
| Глумац                             | Улога                                      |
| ---------------------------------- | ------------------------------------------ |
| Анкита Локанде                     | Анкита Рагав Махатре / Арчана Манав Дешмук |
| Каран Мехра                        | Нарен Шириш Кармаркар                      |
| Сушант Синг Раџпут - Хитен Тејвани | Манав Дамодар Дешмук                       |
| Аџеј Вадавкар                      | Дамит Дешмук                               |
| Уша Надкарни                       | Савита Дамодар Дешмук                      |
| Рај Синг                           | Кочин Дамодар Дешмук                       |
| Аша Неги                           | Пурви Манав Дешмук                         |
| Пуру Чибер                         | Сачин Манав Дешмук                         |
| Сагар Саикиа                       | Сохам Манав Дешмук                         |
| Мриналини Тиаги                    | Тејасвани Манав Дешмук                     |
| Шрути Канвар                       | Ови Манав Дешмук                           |
| Сунил Годсе                        | Вишвасрао Дешмук                           |
| Кишор Говинд Махаболе              | Манохар Карањкар                           |
| Савита Прабуне                     | Сулочана Манохар Карањкар                  |
| Параг Тиаги                        | Винод Манохар Карањкар                     |
| Свати Ананд                        | Манџуша Винод Карањкар                     |
| Џиа Мустафа                        | Пурнима Винод Карањкар                     |
| Мегхана Кинаре                     | Ручита Винод Карањкар                      |
| Смита Оак                          | Расика Локанде                             |
| Прабат Батачарија - Панкај Вишну   | Аџит Локанде                               |
| Јамини Такур                       | Вандита Аџит Локанде                       |
| Анураг Шарма                       | Сатиш Мохан Дешпанде                       |
| Прија Марате                       | Варша Сатиш Дешпанде                       |
| Паван Махендру                     | Мохан Дешпанде                             |
| Шалини Арора                       | Бавана Мохан Дешпанде                      |
| Сумит Арора                        | Дармеш Џаипурвала                          |
| Прартана Бехере - Мадумита Дас     | Ваишали Дармеш Џаипурвала                  |
| Дивјаџот Сибарвал                  | Мадури Дармеш Џаипурвала                   |
| Рашул Тандон                       | Аникет Дармеш Џаипурвала                   |
| Суџата Ваишнав                     | Мина Џаипурвала                            |
| Навед Аслам                        | ДК Кирлоскар                               |
| Манси Салви                        | Ашна ДК Кирлоскар                          |
| Ритвик Данџани                     | Арџун ДК Кирлоскар                         |
| Сарита Шиваскар                    | Сундири                                    |
| Митил Јаин                         | Прашант                                    |
| Мадар Јадав                        | Винеј                                      |
| Анил Мишра                         | Гириш Махадик                              |
| Пуја Пихал                         | Шравани Гириш Махадик                      |
| Махеш Шети                         | Џејвант Ране                               |
| Амит Сарин                         | Ашвин Сагар                                |
| Ашлеша Савант                      | Урмила Ашвин Сагар                         |